# Santa Llogaia d'Àlguema
Santa Llogaia d'Àlguema là một đô thị trong ‘‘comarca’’ Alt Empordà, Girona, Catalonia, Tây Ban Nha.